# Gegeneophis
Gegeneophis là một chi động vật lưỡng cư trong họ Caeciliidae, thuộc bộ Gymnophiona. Chi này có 12 loài và không bị đe dọa tuyệt chủng.

## Danh sách loài
- Gegeneophis carnosus (Beddome, 1870)
- Gegeneophis danieli Giri, Wilkinson & Gower, 2003
- Gegeneophis goaensis Bhatta, Dinesh, Prashanth & Kulkarni, 2007
- Gegeneophis krishni Pillai & Ravichandran, 1999
- Gegeneophis madhavai Bhatta & Srinivasa, 2004
- Gegeneophis mhadeiensis Bhatta, Dinesh, Prashanth & Kulkarni, 2007
- Gegeneophis nadkarnii Bhatta & Prashanth, 2004
- Gegeneophis pareshi Giri, Gower, Gaikwad & Wilkinson, 2011
- Gegeneophis primus Kotharambath, Gower, Oommen & Wilkinson, 2012
- Gegeneophis ramaswamii Taylor, 1964
- Gegeneophis seshachari Ravichandran, Gower & Wilkinson, 2003
- Gegeneophis orientalis Agarwal, Wilkinson, Mohapatra, Dutta, Giri & Gower, 2013